# Tiger Hillarp Persson
Tiger Hillarp Persson (nacido en Malmoe, Suecia, el 28 de octubre de 1970) es un Gran Maestro Internacional sueco de ajedrez.
Ganó los torneos en Gentofte ("VISA Nordic Grand Prix", quedando delante de Sune Berg Hansen, Simen Agdestein, Einar Gausel, Helgi Grétarsson, Heikki Westerinen entre otros), York en 1999, Jersey (2000) y Guernsey (2001). Terminando segundo en el Campeonato Nórdico de Ajedrez en Vammala, Finlandia (2005). En el 2008 ganó el "Sigeman & Co Chess Tournament" en su ciudad natal Malmö logrando un impresionante 7½ puntos sobre 9 partidas. Ganó también el CAmpeonato Sueco de Ajedrez dos veces, en 2007 y 2008. En el 2009 terminó segundo en el Grupo C del Torneo Corus de ajedrez.

## Partidas notables
- Tiger Hillarp Persson vs Judit Polgar, Hotel Bali Stars 2003, Defensa NimzoIndia: Variante Kmoch (E20), 1-0
- Eduardas Rozentalis vs Tiger Hillarp Persson, "12vo Sigeman & Co Chess Tournament" 2004, Defensa Francesa: Rubinstein, Variante Fort Knox (C10), 0-1
- Vladimir Petkov vs Tiger Hillarp Persson, 37vah Chess Olympiad 2006, Slav Defense: Modern Line (D11), 0-1